# الشیخ علی، حماة
الشیخ علی (به عربی: الشیخ علی) یک روستا در سوریه است که در ناحیه مرکزی سلمیه واقع شده‌است. الشیخ علی ۹۹۰ نفر جمعیت دارد.